# Shikinejima
Shikinejima hay Shikine-jima (式根島 (Thức Căn đảo)) là một hòn đảo núi lửa, thuộc quần đảo Izu ở Biển Philippines. 
Shikinejima cách phía nam Tokyo khoảng 160 kilômét (99 mi).
Cùng với các đảo khác trong quần đảo Izu, Shikinejima là một phần của Vườn quốc gia Fuji-Hakone-Izu.

## Lịch sử
Có truyền thuyết trong dân gian cho rằng Niijima và Shikinejima, trước đây chỉ là một hòn đảo , sau đó được tách ra thành hai hòn đảo riêng biệt sau những cơn sóng thần, trước và sau trận Động đất Nguyên Lộc (Genroku) vào năm 1703.
Người bản địa sinh sống trên hòn đảo này ngay từ thời kỳ đồ đá mới (thời kỳ Jōmon). Với nguồn nước dồi dào và hải sản phong phú từ hải lưu Kuroshio ấm áp đã tạo điều kiện thuận lợi cho con người di trú lên đảo từ thời kỳ Heian qua thời kỳ Edo.

## Địa chất
Môi trường vùng ven bờ của Shikinejima thường có nhiều vịnh khá gồ ghề, nhiều đá ngầm, đá nhọn, khó cho việc neo đậu (irregular and highly indented coastline, anchor boats not recommend ). Shikinejima dài khoảng 3 kilômét (1,9 mi), rộng 2,5 kilômét (1,6 mi). Địa hình của Shikinejima có độ cao thấp, điểm thấp nhất trên đảo là Kanbiki (神引山) với độ cao 99 mét (325 ft) so với mực nước biển và điểm cao nhất trên đảo là Suminoi (三角点) với độ cao 
1. ↑  Nussbaum, Louis-Frédéric. (2005). "Izu Shotō," Japan Encyclopedia, p. 412.

109 mét (358 ft) so với mực nước biển.
Các dấu hiệu hoạt động của khe núi lửa ngầm atomol ( tên mà dân bản địa gọi ) có thể được tìm thấy dọc theo bờ biển phía nam, nơi có các hồ chứa suối nước nóng.

## Dân cư và hành chính
Theo phân cấp hành chính Nhật Bản thì hòn đảo này được quản lý bởi khu Ōshima của tỉnh Tokyo. Làng Niijima (新島村 Niijima-mura) thuộc chính quyền địa phương của hòn đảo. Tính đến tháng 9 năm 2009, dân số của đảo này là 600 người.

## Cơ sở vật chất
Hòn đảo này có một trường cấp tiểu học, một trường cấp trung học cơ sở và đều mang tên là Shikinejima. Riêng học sinh trung học phổ thông được định hướng học tại trường Niijima tại đảo Niijima bằng phà hoặc học ở một trường nội trú tại nơi khác.

## Giao thông

### Đường biển
Hòn đảo này có thể đến bằng phà, được điều hành bởi hãng Tōkai Kisen. Phà khởi hành từ bến tàu Takeshiba Sanbashi, gần khu kinh doanh và thương mại Hamamatsuchō, Minato, Tokyo. Vì là đảo nhỏ ít người, không mấy nổi tiếng như đảo Ōshima , chủ yếu là người bản địa sinh sống. Không dành cho khách du lịch, nên ít tàu phà qua lại.
Ngoài ra, cũng có một chuyến phà qua lại hàng ngày giữa hai đảo Niijima và Shikinejima. Thời gian di chuyển mỗi chuyến là khoảng 10 phút.

## Kinh tế
Trong thời kỳ Minh Trị, hoạt động kinh tế chủ yếu là ngư nghiệp đánh bắt cá và sản xuất muối ăn. Hiện nay, các hoạt động giải trí lành mạnh như câu cá giải trí, thể thao dưới mặt nước và các hệ sinh thái khu nghỉ mát suối nước nóng của du lịch chiếm ưu thế trong nền kinh tế của hòn đảo này.